# Вальхум
Ва́льхум (нем. Walchum) — община в Германии, в земле Нижняя Саксония.
Входит в состав района Эмсланд. Подчиняется управлению Дёрпен. Население составляет 1447 человек (на 31 декабря 2010 года). Занимает площадь 26,49 км².

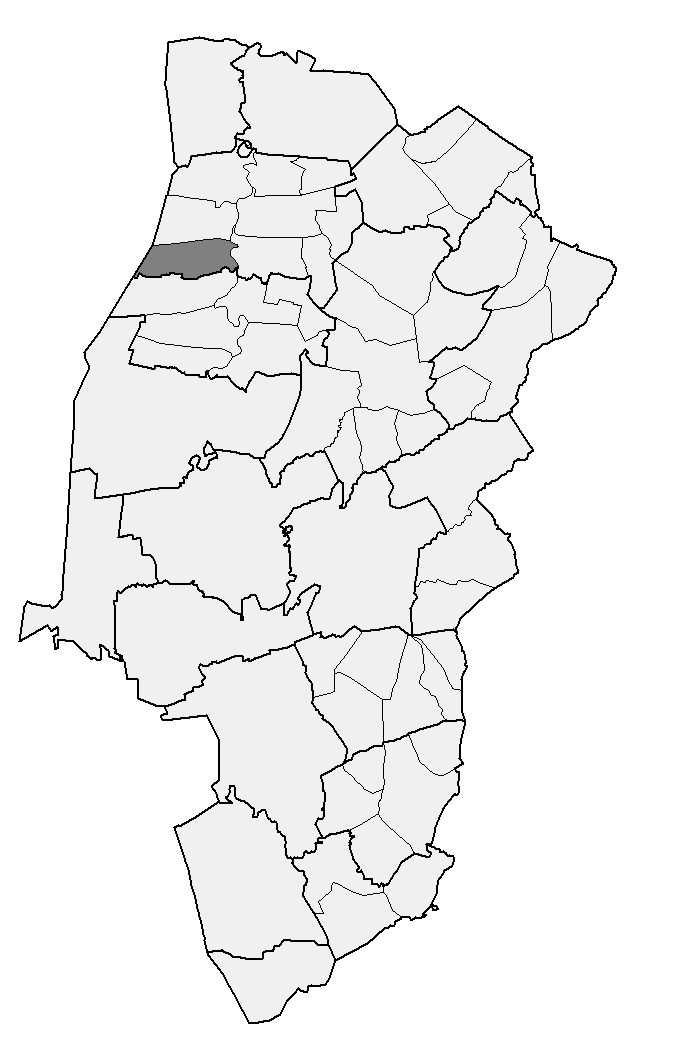
Вальхум

| Год  | Население |
| ---- | --------- |
| 1990 | 1105      |
| 1995 | 1090      |
| 2000 | 1219      |
| 2005 | 1294      |
| 2010 | 1458      |